# Еннерсдорф (округ)

Картосхема Бургенланда. Аббревиатуры штатутарштадта Айзенштадт (E), штатутарштадта Руст (RU) и политических округов Бургенланда (Еннерсдорф — JE).
NUTS-регионы Бургенланда:

Еннерсдорф (нем. Bezirk Jennersdorf) — политический округ в Австрии, на крайнем юге федеральной земли Бургенланд. Административный центр политического округа — город Еннерсдорф. Площадь округа с учётом внутренних вод — 25 319,64 га. Население 17 215 чел. (01.01.2015 г.). Плотность населения — 67,99 чел./км2.

## География

### Географическое положение
Политический округ Еннерсдорф на севере граничит с политическим округом Гюссинг федеральной земли Бургенланд (Австрия), на востоке — с Сентготхардским ярашом медье Ваш Венгрии, на юге — с Помурским статистическим регионом Словении, а на западе — с политическими округами Зюдостштайермарк и Хартберг-Фюрстенфельд федеральной земли Штирии (Австрия).
Долины рек Раб (Раба) и её левого притока Лафниц пересекают округ с запада на восток.
Самая северная политическая община политического округа Еннерсдорф — Дойч-Кальтенбрунн, самая южная и в то же время также самая западная — Нойхаус-ам-Клаузенбах. Дальше всего на восток на венгерской границе Хайлигенкройц-им-Лафницталь. Наименьшая по территории — Мюльграбен с кадастровой площадью 5,5425 км², в то время как Санкт-Мартин-ан-дер-Раб по величине составляет примерно 42,9836 км², то есть почти в восемь раз крупнее. Мюльграбен также имеет наименьшее количество жителей (403), то есть в десять раз меньше политической общины Еннерсдорф, в которой живёт 4074 жителя. По количеству населения это самая большая политическая община в политическом округе Еннерсдорф по состоянию на 1 января 2015 года.

### Соседние округа
- Хартберг-Фюрстенфельд — с северо-запада;
- Зюдостштайермарк — с юго-запада;
- Гюссинг — на севере.

## Территория и население

#### Территория и демографические показатели в 1643—2011 гг.
| Таблица 1. Динамика численности населения политического округа Еннерсдорф (в современных границах) по данным переписей за период 1643—2011 гг. | Таблица 1. Динамика численности населения политического округа Еннерсдорф (в современных границах) по данным переписей за период 1643—2011 гг. | Таблица 1. Динамика численности населения политического округа Еннерсдорф (в современных границах) по данным переписей за период 1643—2011 гг. | Таблица 1. Динамика численности населения политического округа Еннерсдорф (в современных границах) по данным переписей за период 1643—2011 гг. | Таблица 1. Динамика численности населения политического округа Еннерсдорф (в современных границах) по данным переписей за период 1643—2011 гг. | Таблица 1. Динамика численности населения политического округа Еннерсдорф (в современных границах) по данным переписей за период 1643—2011 гг. | Таблица 1. Динамика численности населения политического округа Еннерсдорф (в современных границах) по данным переписей за период 1643—2011 гг. |
| Дата переписи | Территория, км2 | Население, чел. | Плотность населения, чел./км2 | Прирост (убыль) населения, +/- | Рост (убыль) населения, ±, % | Индекс роста, %, 1787=100 |
| --- | --- | --- | --- | --- | --- | --- |
| 1643.ХХ.ХХ | - | 8200 | - | - | - | 49,04 |
| 1696.ХХ.ХХ | - | 8528 | - | + 328 | + 4,00 | 51,00 |
| 1787.ХХ.ХХ | - | 16 720 | - | + 8192 | + 96,06 | 100,00 |
| 1804.ХХ.ХХ | - | 17 860 | - | + 1140 | + 6,82 | 106,82 |
| 1812.ХХ.ХХ | - | 17 580 | - | - 280 | - 1,57 | 105,14 |
| 1819.ХХ.ХХ | - | 18 296 | - | + 716 | + 4,07 | 109,43 |
| 1824.ХХ.ХХ | - | 19 747 | - | + 1451 | + 7,93 | 118,10 |
| 1828.ХХ.ХХ | - | 19 676 | - | - 71 | - 0,36 | 117,68 |
| 1830.ХХ.ХХ | - | 19 012 | - | - 664 | - 3,37 | 113,71 |
| 1830.ХХ.Х? | - | 20 420 | - | + 744 | + 3,78 | 122,13 |
| 1836.ХХ.ХХ | - | 20 281 | - | - 139 | - 0,68 | 121,30 |
| 1837.ХХ.ХХ | - | 20 512 | - | + 231 | + 1,14 | 122,68 |
| 1844.ХХ.ХХ | - | 21 073 | - | + 561 | + 2,73 | 126,03 |
| 1850.ХХ.ХХ | - | 21 543 | - | + 470 | + 2,23 | 128,85 |
| 1852.ХХ.ХХ | - | 21 229 | - | - 314 | - 1,46 | 126,97 |
| 1857.10.31 | - | 21 662 | - | + 433 | + 2,04 | 129,56 |
| 1869.12.31 | - | 23 806 | - | + 2144 | + 9,90 | 142,38 |
| 1880.12.31 | - | 25 224 | - | + 1418 | + 5,96 | 150,86 |
| 1890.12.31 | - | 27 016 | - | + 1792 | + 7,10 | 161,58 |
| 1900.12.31 | - | 26 332 | - | - 684 | - 2,53 | 157,49 |
| 1910.12.31 | - | 25 889 | - | - 443 | - 1,68 | 154,84 |
| 1920.ХХ.ХХ | - | 24 861 | - | - 1028 | - 3,97 | 148,69 |
| 1923.03.07 | - | 23 936 | - | - 925 | - 3,72 | 143,16 |
| 1934.03.22 | - | 23 699 | - | - 237 | - 0,99 | 141,74 |
| 1939.05.17 | - | 22 653 | - | - 1046 | - 4,41 | 135,48 |
| 1951.06.01 | - | 20 530 | - | - 2123 | - 9,37 | 122,79 |
| 1961.03.21 | - | 19 679 | - | - 851 | - 4,15 | 117,70 |
| 1971.05.12 | - | 19 722 | - | + 43 | + 0,22 | 117,95 |
| 1981.05.12 | - | 18 937 | - | - 785 | - 3,98 | 113,26 |
| 1991.05.15 | - | 18 045 | - | - 892 | - 4,71 | 107,92 |
| 2001.05.15 | 253,3526 | 17 934 | 70,79 | - 111 | - 0,62 | 107,26 |
| 2006.10.31 | 253,3526 | 17 725 | 69,96 | - 209 | - 1,17 | 106,01 |
| 2011.10.31 | 253,1964 | 17 573 | 69,40 | - 152 | - 0,86 | 105,10 |

#### Изменение численности населения в 1643—2011 гг.
Диаграмма движения населения в политическом округе Еннерсдорф (федеральная земля Бургенланд) по данным приходских и общенациональных переписей за период 1643—2011 гг.
Данные по Quelle: Statistik Austria; Historisches Ortslexikon Burgenland. Datenbestand: 30.6.2011; 31.8.2014; 31.8.2015.

## Административное деление
В состав политического округа Еннерсдорф входят 12 общин, в том числе одна городская, 7 ярмарочных и 4 сельских. Общее число официальных населённых мест (поселений) в общинах — 35. Число кадастровых общин — 33. Территориально политический округ Еннерсдорф совпадает с судебным округом Еннерсдорф. Официальный код судебного округа Еннерсдорф — 1051.

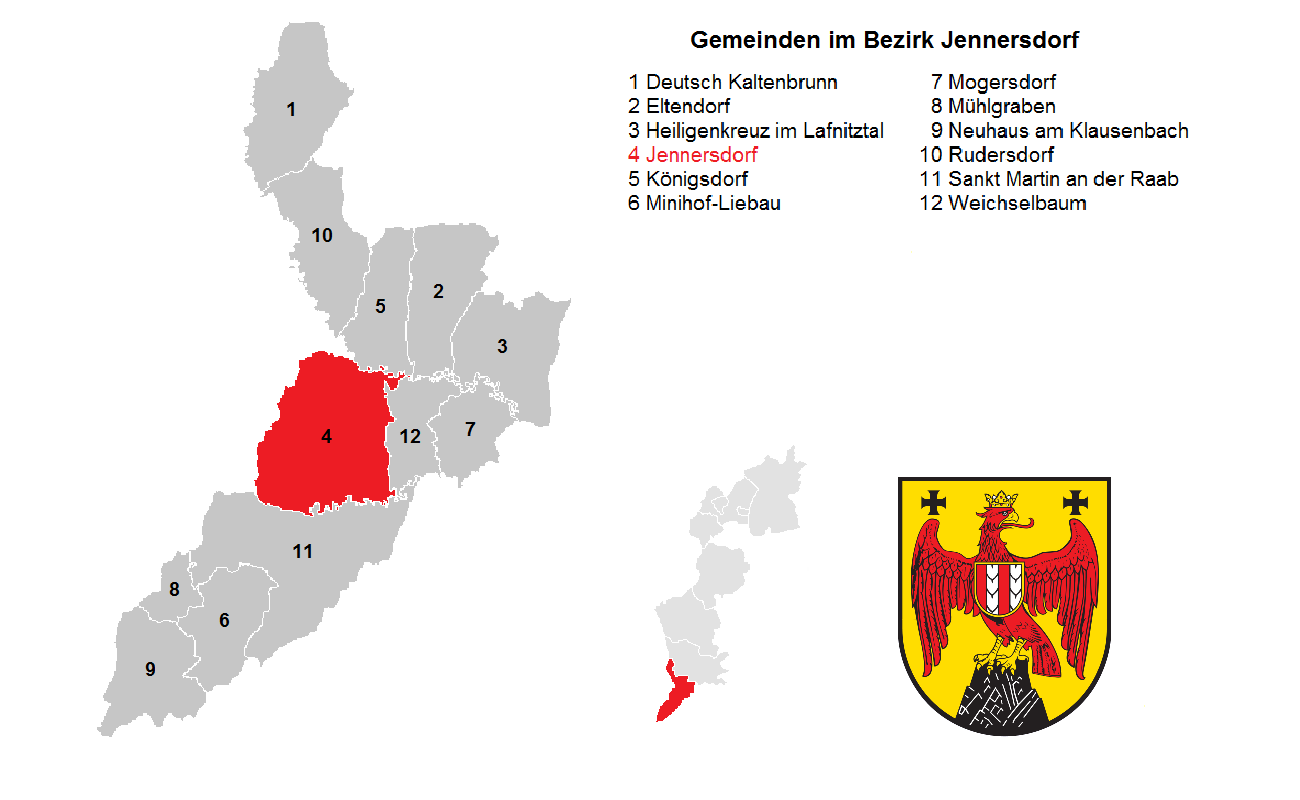
Карта-схема размещения общин политического округа Еннерсдорф

| Таблица 2. Административное деление политического округа Еннерсдорф (по данным переписи 31.10.2011 г.) | Таблица 2. Административное деление политического округа Еннерсдорф (по данным переписи 31.10.2011 г.) | Таблица 2. Административное деление политического округа Еннерсдорф (по данным переписи 31.10.2011 г.) | Таблица 2. Административное деление политического округа Еннерсдорф (по данным переписи 31.10.2011 г.) | Таблица 2. Административное деление политического округа Еннерсдорф (по данным переписи 31.10.2011 г.) | Таблица 2. Административное деление политического округа Еннерсдорф (по данным переписи 31.10.2011 г.) | Таблица 2. Административное деление политического округа Еннерсдорф (по данным переписи 31.10.2011 г.) | Таблица 2. Административное деление политического округа Еннерсдорф (по данным переписи 31.10.2011 г.) | Таблица 2. Административное деление политического округа Еннерсдорф (по данным переписи 31.10.2011 г.) | Таблица 2. Административное деление политического округа Еннерсдорф (по данным переписи 31.10.2011 г.) | Таблица 2. Административное деление политического округа Еннерсдорф (по данным переписи 31.10.2011 г.) |
| № на карто-схеме                                                                                       | Коды общин и округа                                                                                    | Тип общин и округа                                                                                     | Статус общин и округа                                                                                  | Название общин                                                                                         | Немецкое название                                                                                      | Венгерское название                                                                                    | Хорватское название                                                                                    | Население, чел.                                                                                        | Кадастровая площадь на 01.01.2010 г., га                                                               | Плотность населения, чел./км²                                                                          |
| --- | --- | --- | --- | --- | --- | --- | --- | --- | --- | --- |
| 12 | 10510                                                                                                  | LG | - | Вайксельбаум                                                                                           | Weichselbaum                                                                                           | Badafalva                                                                                              | | 724 | 1216,72                                                                                                | 59,50                                                                                                  |
| 1 | 10501                                                                                                  | MG | 1973.ХХ.ХХ                                                                                             | Дойч-Кальтенбрунн                                                                                      | Deutsch Kaltenbrunn                                                                                    | Némethidegkút                                                                                          | | 1766                                                                                                   | 2417,89                                                                                                | 73,04                                                                                                  |
| 4 | 10504                                                                                                  | SG | 1971.01.01 — MG, 1977.03.01 — SG                                                                       | Еннерсдорф                                                                                             | Jennersdorf                                                                                            | Gyanafalva                                                                                             | | 4197                                                                                                   | 3790,18                                                                                                | 110,73                                                                                                 |
| 5 | 10511                                                                                                  | LG | - | Кёнигсдорф                                                                                             | Königsdorf                                                                                             | Királyfalva                                                                                            | | 727 | 1566,49                                                                                                | 46,41                                                                                                  |
| 6 | 10505                                                                                                  | MG | 1990.08.01                                                                                             | Минихоф-Либау                                                                                          | Minihof-Liebau                                                                                         | Liba                                                                                                   | | 1122                                                                                                   | 1625,82                                                                                                | 69,01                                                                                                  |
| 7 | 10506                                                                                                  | MG | 1964.07.16                                                                                             | Могерсдорф                                                                                             | Mogersdorf                                                                                             | Nagyfalva                                                                                              | | 1180                                                                                                   | 1276,12                                                                                                | 92,47                                                                                                  |
| 8 | 10512                                                                                                  | LG | - | Мюльграбен                                                                                             | Mühlgraben                                                                                             | Malomgödör                                                                                             | | 420 | 554,25                                                                                                 | 75,78                                                                                                  |
| 9 | 10507                                                                                                  | MG | 1992.09.05                                                                                             | Нойхаус-ам-Клаузенбах                                                                                  | Neuhaus am Klausenbach                                                                                 | Vasdobra                                                                                               | | 946 | 1997,66                                                                                                | 47,36                                                                                                  |
| 10 | 10508                                                                                                  | MG | 1991.10.01                                                                                             | Рудерсдорф                                                                                             | Rudersdorf                                                                                             | Radafalva                                                                                              | | 2175                                                                                                   | 2142,29                                                                                                | 101,53                                                                                                 |
| 11 | 10509                                                                                                  | MG | 1979.09.01                                                                                             | Санкт-Мартин-ан-дер-Раб                                                                                | Sankt Martin an der Raab                                                                               | Rábaszentmárton                                                                                        | Sveti Martin                                                                                           | 2065                                                                                                   | 4298,36                                                                                                | 48,04                                                                                                  |
| 3 | 10503                                                                                                  | MG | 1973.06.01                                                                                             | Хайлигенкройц-им-Лафницталь                                                                            | Heiligenkreuz im Lafnitztal                                                                            | Rábakeresztúr                                                                                          | | 1284                                                                                                   | 2376,81                                                                                                | 54,02                                                                                                  |
| 2 | 10502                                                                                                  | LG | - | Эльтендорф                                                                                             | Eltendorf                                                                                              | Ókörtvélyes                                                                                            | | 967 | 2057,05                                                                                                | 47,01                                                                                                  |
| - | 105 | PB | 1921-1938, 01.10.1945-                                                                                 | Еннерсдорф                                                                                             | Politischer Bezirk Jennersdorf                                                                         | Gyanafalvi járás                                                                                       | Kotar Jennersdorf                                                                                      | 17573                                                                                                  | 25319,64                                                                                               | 69,40                                                                                                  |

Примечание: LG — община без статуса или сельская община (нем. Landgemeinde или Gemeinde); MG — ярмарочная община (нем. Marktgemeinde); PB — политический округ (нем. Politischer Bezirk); SG — городская община (нем. Stadtgemeinde).

## Административные и статистические подразделения. Кадастровые общины

### Поселения, населённые пункты и кадастровые общины
| Таблица 3. Поселения, населённые пункты и кадастровые общины в политическом округе Еннерсдорф (население по данным первой всеавстрийской регистрационной переписи 31.10.2011 г.; территория (кадастровая площадь) на 01.01.2001 г.) | Таблица 3. Поселения, населённые пункты и кадастровые общины в политическом округе Еннерсдорф (население по данным первой всеавстрийской регистрационной переписи 31.10.2011 г.; территория (кадастровая площадь) на 01.01.2001 г.) | Таблица 3. Поселения, населённые пункты и кадастровые общины в политическом округе Еннерсдорф (население по данным первой всеавстрийской регистрационной переписи 31.10.2011 г.; территория (кадастровая площадь) на 01.01.2001 г.) | Таблица 3. Поселения, населённые пункты и кадастровые общины в политическом округе Еннерсдорф (население по данным первой всеавстрийской регистрационной переписи 31.10.2011 г.; территория (кадастровая площадь) на 01.01.2001 г.) | Таблица 3. Поселения, населённые пункты и кадастровые общины в политическом округе Еннерсдорф (население по данным первой всеавстрийской регистрационной переписи 31.10.2011 г.; территория (кадастровая площадь) на 01.01.2001 г.) | Таблица 3. Поселения, населённые пункты и кадастровые общины в политическом округе Еннерсдорф (население по данным первой всеавстрийской регистрационной переписи 31.10.2011 г.; территория (кадастровая площадь) на 01.01.2001 г.) | Таблица 3. Поселения, населённые пункты и кадастровые общины в политическом округе Еннерсдорф (население по данным первой всеавстрийской регистрационной переписи 31.10.2011 г.; территория (кадастровая площадь) на 01.01.2001 г.) | Таблица 3. Поселения, населённые пункты и кадастровые общины в политическом округе Еннерсдорф (население по данным первой всеавстрийской регистрационной переписи 31.10.2011 г.; территория (кадастровая площадь) на 01.01.2001 г.) | Таблица 3. Поселения, населённые пункты и кадастровые общины в политическом округе Еннерсдорф (население по данным первой всеавстрийской регистрационной переписи 31.10.2011 г.; территория (кадастровая площадь) на 01.01.2001 г.) | Таблица 3. Поселения, населённые пункты и кадастровые общины в политическом округе Еннерсдорф (население по данным первой всеавстрийской регистрационной переписи 31.10.2011 г.; территория (кадастровая площадь) на 01.01.2001 г.) | Таблица 3. Поселения, населённые пункты и кадастровые общины в политическом округе Еннерсдорф (население по данным первой всеавстрийской регистрационной переписи 31.10.2011 г.; территория (кадастровая площадь) на 01.01.2001 г.) |       |       |   |                      |                       |   |     |      |      |                           |                         |
| Код | Тип и H, м 1) | Первое упоминание или год образования | Наименование | Немецкое название | Венгерское название | Население, чел. | Терри-тория, га | Плотность населения, чел./км² | Номер и наименование кадастровой общины | Община |       |       |   |                      |                       |   |     |      |      |                           |                         |
| --- | --- | --- | --- | --- | --- | --- | --- | --- | --- | --- | ----- | ----- | - | -------------------- | --------------------- | - | --- | ---- | ---- | ------------------------- | ----------------------- |
| Код | Тип и H, м 1) | Первое упоминание или год образования | Наименование | Немецкое название | Венгерское название | Население, чел. | Терри-тория, га | Плотность населения, чел./км² | Номер и наименование кадастровой общины | Община | 17523 | R 322 | ? | Айзенберг-ан-дер-Раб | Eisenberg an der Raab | — | 222 | … 2) | … 2) | 31120 Ноймаркт-ан-дер-Раб | Санкт-Мартин-ан-дер-Раб |
| 00103 | D 339 | 1366 | Бонисдорф | Bonisdorf | Bónisfalva | 112 | 337,54 | 33,18 | 31101 Бонисдорф | Нойхаус-ам-Клаузенбах |       |       |   |                      |                       |   |     |      |      |                           |                         |
| 00119 | D 236 | 1187 | Вайксельбаум 3) | Weichselbaum | Badafalva | 119 | 663,71 | 47,16 | 31130 Вайксельбаум | Вайксельбаум |       |       |   |                      |                       |   |     |      |      |                           |                         |
| 00102 | D 231 | 1538 | Валлендорф | Wallendorf | Lapincsolaszi | 364 | 346,46 | 105,06 | 31129 Валлендорф | Могерсдорф |       |       |   |                      |                       |   |     |      |      |                           |                         |
| 00115 | D 255 | 1387 | Вельтен | Welten | Velike | 370 | 830,41 | 44,56 | 31131 Вельтен | Санкт-Мартин-ан-дер-Раб |       |       |   |                      |                       |   |     |      |      |                           |                         |
| 00099 | D 277 | 1387 | Виндиш-Минихоф | Windisch-Minihof | Kistótlak | 468 | 794,45 | 58,91 | 31132 Виндиш-Минихоф | Минихоф-Либау |       |       |   |                      |                       |   |     |      |      |                           |                         |
| 00093 | D | 1352 | Гризельштайн | Grieselstein | Köröstyén | 637 | 814,48 | 78,21 | 31107 Гризельштайн | Еннерсдорф |       |       |   |                      |                       |   |     |      |      |                           |                         |
| 00111 | D | 1387 | Грич | Gritsch | Gerese | 111 | 182,40 | 60,86 | 31108 Грич | Санкт-Мартин-ан-дер-Раб |       |       |   |                      |                       |   |     |      |      |                           |                         |
| 00108 | D 239 | 1157 | Доберсдорф | Dobersdorf | Dobrafalva | 482 | 977,09 | 49,33 | 31104 Доберсдорф | Рудерсдорф |       |       |   |                      |                       |   |     |      |      |                           |                         |
| 00110 | D 250 | 1387 | Дойбер | Doiber | Döbör | 249 | 374,18 | 66,55 | 31105 Дойбер | Санкт-Мартин-ан-дер-Раб |       |       |   |                      |                       |   |     |      |      |                           |                         |
| 00086 | M 262 | 1281 | Дойч-Кальтенбрунн | Deutsch Kaltenbrunn | Némethidegkút | 1229 | 1725,93 | 71,21 | 31102 Дойч-Кальтенбрунн | Дойч-Кальтенбрунн |       |       |   |                      |                       |   |     |      |      |                           |                         |
| 00100 | D 228 | 1716 | Дойч-Минихоф | Deutsch Minihof | Németlak | 154 | 223,98 | 68,76 | 31103 Дойч-Минихоф | Могерсдорф |       |       |   |                      |                       |   |     |      |      |                           |                         |
| 00095 | St 242 | 1187 | Еннерсдорф | Jennersdorf | Gyanafalva | 2386 | 1217,37 | 196,00 | 31111 Еннерсдорф | Еннерсдорф |       |       |   |                      |                       |   |     |      |      |                           |                         |
| 00104 | D 250 | 1387 | Кальх | Kalch | Mészvölgy | 214 | 428,07 | 49,99 | 31112 Кальх | Нойхаус-ам-Клаузенбах |       |       |   |                      |                       |   |     |      |      |                           |                         |
| 00089 | D 236 | 1427 | Кёнигсдорф | Königsdorf | Királyfalva | 727 | 1567,43 | 46,38 | 31113 Кёнигсдорф | Кёнигсдорф |       |       |   |                      |                       |   |     |      |      |                           |                         |
| 00116 | R 330 | 1698 | Кроботек | Krobotek | Horvátfalu | 320 | 340,57 | 93,96 | 31114 Кроботек | Вайксельбаум |       |       |   |                      |                       |   |     |      |      |                           |                         |
| 00105 | D 330 | 1387 | Кроттендорф-бай-Нойхаус-ам-Клаузенбах | Krottendorf bei Neuhaus am Klausenbach | Békató | 127 | 316,00 | 40,19 | 31115 Кроттендорф-бай-Нойхаус | Нойхаус-ам-Клаузенбах |       |       |   |                      |                       |   |     |      |      |                           |                         |
| 00117 | - 4) | 1187 | Мария-Бильд | Maria Bild | Máriakép | 194 | … 3) | … 3) | 31130 Вайксельбаум | Вайксельбаум |       |       |   |                      |                       |   |     |      |      |                           |                         |
| 00097 | M 285 | 1387 | Минихоф-Либау | Minihof-Liebau | Liba | 327 | 377,91 | 86,53 | 31116 Минихоф-Либау | Минихоф-Либау |       |       |   |                      |                       |   |     |      |      |                           |                         |
| 00101 | M 228 | 1187 | Могерсдорф | Mogersdorf | Nagyfalva | 662 | 706,41 | 93,71 | 31117 Могерсдорф | Могерсдорф |       |       |   |                      |                       |   |     |      |      |                           |                         |
| 00106 | R (320) | 1387 | Мюльграбен | Mühlgraben | Malomgödör | 420 | 554,56 | 75,74 | 31118 Мюльграбен | Мюльграбен |       |       |   |                      |                       |   |     |      |      |                           |                         |
| 00112 | R (240) | 1387 | Ноймаркт-ан-дер-Раб 2) | Neumarkt an der Raab | Farkasdifalva | 316 | 1547,68 | 34,76 | 31120 Ноймаркт-ан-дер-Раб | Санкт-Мартин-ан-дер-Раб |       |       |   |                      |                       |   |     |      |      |                           |                         |
| 00107 | M 315 | 1213 | Нойхаус-ам-Клаузенбах | Neuhaus am Klausenbach | Vasdobra | 493 | 917,17 | 53,75 | 31119 Нойхаус-ам-Клаузенбах | Нойхаус-ам-Клаузенбах |       |       |   |                      |                       |   |     |      |      |                           |                         |
| 00113 | R 270 | 1387 | Обердрозен | Oberdrosen | Rábaőr | 220 | 705,18 | 31,20 | 31121 Обердрозен | Санкт-Мартин-ан-дер-Раб |       |       |   |                      |                       |   |     |      |      |                           |                         |
| 00092 | D 238 | 1427 | Поппендорф-им-Бургенланд | Poppendorf im Burgenland | Patafalva | 393 | 756,53 | 51,95 | 31122 Поппендорф-им-Бургенланд | Хайлигенкройц-им-Лафницталь |       |       |   |                      |                       |   |     |      |      |                           |                         |
| 00096 | D 240 | 1538 | Ракс | Rax | Raks | 683 | 947,67 | 72,07 | 31123 Ракс | Еннерсдорф |       |       |   |                      |                       |   |     |      |      |                           |                         |
| 00118 | D 239 | 1187 | Розендорф | Rosendorf | Pócsfalu | 91 | 213,11 | 42,70 | 31125 Розендорф | Вайксельбаум |       |       |   |                      |                       |   |     |      |      |                           |                         |
| 00087 | D 279 | 1427 | Рорбрунн | Rohrbrunn | Nádkút | 537 | 693,47 | 77,44 | 31124 Рорбрунн | Дойч-Кальтенбрунн |       |       |   |                      |                       |   |     |      |      |                           |                         |
| 00109 | M 248 | 1289 | Рудерсдорф | Rudersdorf | Radafalva | 1693 | 1167,26 | 145,04 | 31126 Рудерсдорф | Рудерсдорф |       |       |   |                      |                       |   |     |      |      |                           |                         |
| 00114 | M 274 | 1387 | Санкт-Мартин-ан-дер-Раб | Sankt Martin an der Raab | Rábaszentmárton | 577 | 660,95 | 87,30 | 31127 Санкт-Мартин-ан-дер-Раб | Санкт-Мартин-ан-дер-Раб |       |       |   |                      |                       |   |     |      |      |                           |                         |
| 00098 | D 300 | 1610 | Таука | Tauka | Tóka | 327 | 454,38 | 71,97 | 31128 Таука | Минихоф-Либау |       |       |   |                      |                       |   |     |      |      |                           |                         |
| 00091 | M 243 | 1427 | Хайлигенкройц-им-Лафницталь | Heiligenkreuz im Lafnitztal | Rábakeresztúr | 891 | 1621,72 | 54,94 | 31109 Хайлигенкройц-им-Лафницталь | Хайлигенкройц-им-Лафницталь |       |       |   |                      |                       |   |     |      |      |                           |                         |
| 00094 | ZH 330 | 1451 | Хенндорф-им-Бургенланд | Henndorf im Burgenland | Ercsenye | 491 | 812,91 | 60,40 | 31110 Хенндорф-им-Бургенланд | Еннерсдорф |       |       |   |                      |                       |   |     |      |      |                           |                         |
| 00090 | D 278 | 1404 | Цалинг | Zahling | Újkörtvélyes | 425 | 1067,92 | 39,80 | 31133 Цалинг | Эльтендорф |       |       |   |                      |                       |   |     |      |      |                           |                         |
| 00088 | D 244 | 1428 | Эльтендорф | Eltendorf | Ókörtvélyes | 542 | 990,36 | 54,73 | 31106 Эльтендорф | Эльтендорф |       |       |   |                      |                       |   |     |      |      |                           |                         |

Примечания.
1) Тип и H — тип (вид) населённого пункта и H (высота) центра над уровнем моря, м; D — (нем. Dorf) — деревня; M — (нем. Markt) — ярмарочное поселение; R — (нем. Rotte (Geb. in lockerer Anordnung ohne Rücksicht auf die Zahl) — маленький посёлок (небольшое поселение); St — (нем. Stadt) — город; ZH — (нем. Zerstreute Häuser (Gebäude, die über ein großes Gebiet verstreut liegen ohne Rücksicht auf derer Anzahl) — рассеянные (разбросанные) поселения.
2) Посёлки Ноймаркт-ан-дер-Раб и Айзенберг-ан-дер-Раб входят в состав кадастровой общины Ноймаркт-ан-дер-Раб. Территория и плотность населения приведены в строке таблицы соответствующей кадастровой общины. В графе «Плотность населения» указана общая плотность, включая оба поселения кадастровой общины Ноймаркт-ан-дер-Раб.
3) Сельский населённый пункт Вайксельбаум и поселение Мария-Бильд входят в состав кадастровой общины Вайксельбаум. Территория и плотность населения приведены в строке таблицы соответствующей кадастровой общины. В графе «Плотность населения» указана общая плотность, включая оба поселения кадастровой общины Вайксельбаум.
4) В состав поселения Мария-Бильд входят два разбросанных (рассеянных) населённых пункта (нем.ZH) Оберберген (Н=320 м над уровнем моря) и Унтерберген (Н=320 м над уровнем моря).
Источники:
- Gyanafalvi járás (A Wikipédiából, a szabad enciklopédiából).
- Statistik Austria, Gemeindeverzeichnis (Stand 01.01.2015).
- Auflösungen bzw. Vereinigungen von Gemeinden ab 1945, стр. 161 (Verleihung der Bezeichnung «STADTGEMEINDE» ab 1945), стр. 164, 165, 176 (Verleihung der Bezeichnung «MARKTGEMEINDE» ab 1945).
- Historisches Ortslexikon Burgenland. Datenbestand: 31.8.2014.
- Ortsverzeichnis Burgenland 2001. Herausgegeben von STATISTIK AUSTRIA, Wien 2004.
- VOLKSZÄHLUNG Wohnbevölkerung nach Gemeinden (mit der Bevölkerungsentwicklung seit 1869), Wien 2002.
- Katastralgemeinde (s. 1-237).

### Статистические общины (цельшпренгели)
| Таблица 4. Статистические общины (цельшпренгели) политического округа Еннерсдорф (территория (кадастровая площадь) на 01.01.2001 г.) | Таблица 4. Статистические общины (цельшпренгели) политического округа Еннерсдорф (территория (кадастровая площадь) на 01.01.2001 г.) | Таблица 4. Статистические общины (цельшпренгели) политического округа Еннерсдорф (территория (кадастровая площадь) на 01.01.2001 г.) | Таблица 4. Статистические общины (цельшпренгели) политического округа Еннерсдорф (территория (кадастровая площадь) на 01.01.2001 г.) | Таблица 4. Статистические общины (цельшпренгели) политического округа Еннерсдорф (территория (кадастровая площадь) на 01.01.2001 г.) | Таблица 4. Статистические общины (цельшпренгели) политического округа Еннерсдорф (территория (кадастровая площадь) на 01.01.2001 г.) | Таблица 4. Статистические общины (цельшпренгели) политического округа Еннерсдорф (территория (кадастровая площадь) на 01.01.2001 г.) | Таблица 4. Статистические общины (цельшпренгели) политического округа Еннерсдорф (территория (кадастровая площадь) на 01.01.2001 г.) | Таблица 4. Статистические общины (цельшпренгели) политического округа Еннерсдорф (территория (кадастровая площадь) на 01.01.2001 г.) | Таблица 4. Статистические общины (цельшпренгели) политического округа Еннерсдорф (территория (кадастровая площадь) на 01.01.2001 г.) | Таблица 4. Статистические общины (цельшпренгели) политического округа Еннерсдорф (территория (кадастровая площадь) на 01.01.2001 г.) |           |                   |      |      |      |      |      |         |       |                          |                   |
| Статистический код | Наименование цельшпренгелей | Население (1971.05.12) | Население (1981.05.12) | Население (1991.05.15) | Население (2001.05.15) | Население (2011.10.31) | Терри-тория, га | Плотность населения, чел./км² (2011.10.31)                                                                                           | Наименование НП(население, 2011.10.31)                                                                                               | Община |           |                   |      |      |      |      |      |         |       |                          |                   |
| --- | --- | --- | --- | --- | --- | --- | --- | --- | --- | --- | --------- | ----------------- | ---- | ---- | ---- | ---- | ---- | ------- | ----- | ------------------------ | ----------------- |
| Статистический код | Наименование цельшпренгелей | Население (1971.05.12) | Население (1981.05.12) | Население (1991.05.15) | Население (2001.05.15) | Население (2011.10.31) | Терри-тория, га | Плотность населения, чел./км² (2011.10.31)                                                                                           | Наименование НП(население, 2011.10.31)                                                                                               | Община | 10501 000 | Дойч-Кальтенбрунн | 1345 | 1300 | 1245 | 1244 | 1229 | 1725,93 | 71,21 | Дойч-Кальтенбрунн (1229) | Дойч-Кальтенбрунн |
| 10501 001 | Рорбрунн | 604 | 648 | 591 | 581 | 537 | 693,47 | 77,44 | Рорбрунн (537) | Дойч-Кальтенбрунн |           |                   |      |      |      |      |      |         |       |                          |                   |
| 10502 000 | Эльтендорф | 613 | 581 | 544 | 574 | 542 | 990,36 | 54,73 | Эльтендорф (542) | Эльтендорф |           |                   |      |      |      |      |      |         |       |                          |                   |
| 10502 001 | Кёнигсдорф | 805 | 835 | 781 | … 3) | … 3) | … 3) | … 3) | Кёнигсдорф 3) | Эльтендорф |           |                   |      |      |      |      |      |         |       |                          |                   |
| 10502 002 | Цалинг | 509 | 448 | 433 | 443 | 425 | 1067,92 | 39,80 | Цалинг (425) | Эльтендорф |           |                   |      |      |      |      |      |         |       |                          |                   |
| 10503 000 | Хайлигенкройц-им-Лафницталь | 1059 | 983 | 989 | 844 | 891 | 1621,72 | 54,94 | Хайлигенкройц-им-Лафницталь (891) | Хайлигенкройц-им-Лафницталь |           |                   |      |      |      |      |      |         |       |                          |                   |
| 10503 001 | Поппендорф-им-Бургенланд | 453 | 433 | 431 | 398 | 393 | 756,53 | 51,95 | Поппендорф-им-Бургенланд (393) | Хайлигенкройц-им-Лафницталь |           |                   |      |      |      |      |      |         |       |                          |                   |
| 10504 000 | Еннерсдорф-Центрум 4) | 2213 | 2182 | 2154 | 650 | 2386 | 1217,37 | 196,00 | Еннерсдорф (часть) (…) | Еннерсдорф |           |                   |      |      |      |      |      |         |       |                          |                   |
| 10504 001 | Еннерсдорф-Умгебунг 4) | … 4) | … 4) | … 4) | 1701 | … 4) | … 4) | … 4) | Еннерсдорф (часть) (…) | Еннерсдорф |           |                   |      |      |      |      |      |         |       |                          |                   |
| 10504 002 | Гризельштайн | 693 | 663 | 655 | 672 | 637 | 814,48 | 78,21 | Гризельштайн (637) | Еннерсдорф |           |                   |      |      |      |      |      |         |       |                          |                   |
| 10504 003 | Хенндорф-им-Бургенланд | 550 | 541 | 541 | 515 | 491 | 812,91 | 60,40 | Хенндорф-им-Бургенланд (491) | Еннерсдорф |           |                   |      |      |      |      |      |         |       |                          |                   |
| 10504 004 | Ракс | 754 | 729 | 703 | 698 | 683 | 947,67 | 72,07 | Ракс (683) | Еннерсдорф |           |                   |      |      |      |      |      |         |       |                          |                   |
| 10505 000 | Минихоф-Либау | 363 | 315 | 312 | 346 | 327 | 377,91 | 86,53 | Минихоф-Либау (327) | Минихоф-Либау |           |                   |      |      |      |      |      |         |       |                          |                   |
| 10505 001 | Виндиш-Минихоф | 529 | 512 | 482 | 485 | 468 | 794,45 | 58,91 | Виндиш-Минихоф (468) | Минихоф-Либау |           |                   |      |      |      |      |      |         |       |                          |                   |
| 10505 002 | Таука | 304 | 314 | 309 | 348 | 327 | 454,38 | 71,97 | Таука (327) | Минихоф-Либау |           |                   |      |      |      |      |      |         |       |                          |                   |
| 10506 000 | Могерсдорф | 768 | 690 | 665 | 673 | 662 | 706,41 | 93,71 | Могерсдорф (662) | Могерсдорф |           |                   |      |      |      |      |      |         |       |                          |                   |
| 10506 001 | Валлендорф | 461 | 427 | 400 | 372 | 364 | 346,46 | 105,06 | Валлендорф (364) | Могерсдорф |           |                   |      |      |      |      |      |         |       |                          |                   |
| 10506 002 | Дойч-Минихоф | 225 | 200 | 199 | 168 | 154 | 223,98 | 68,76 | Дойч-Минихоф (154) | Могерсдорф |           |                   |      |      |      |      |      |         |       |                          |                   |
| 10507 000 | Нойхаус-ам-Клаузенбах | 592 | 576 | 570 | 515 | 493 | 917,17 | 53,75 | Нойхаус-ам-Клаузенбах (493) | Нойхаус-ам-Клаузенбах |           |                   |      |      |      |      |      |         |       |                          |                   |
| 10507 001 | Мюльграбен | 483 | 467 | 437 | … 5) | … 5) | … 5) | … 5) | Мюльграбен 5) | Нойхаус-ам-Клаузенбах |           |                   |      |      |      |      |      |         |       |                          |                   |
| 10507 002 | Кальх | 337 | 320 | 285 | 254 | 214 | 428,07 | 49,99 | Кальх (214) | Нойхаус-ам-Клаузенбах |           |                   |      |      |      |      |      |         |       |                          |                   |
| 10507 003 | Кроттендорф-бай-Нойхаус-ам-Клаузенбах                                                                                                | 193 | 176 | 162 | 142 | 127 | 316,00 | 40,19 | Кроттендорф-бай-Нойхаус-ам-Клаузенбах (127)                                                                                          | Нойхаус-ам-Клаузенбах |           |                   |      |      |      |      |      |         |       |                          |                   |
| 10507 004 | Бонисдорф | 199 | 178 | 146 | 123 | 112 | 337,54 | 33,18 | Бонисдорф (112) | Нойхаус-ам-Клаузенбах |           |                   |      |      |      |      |      |         |       |                          |                   |
| 10508 000 | Рудерсдорф | 1498 | 1493 | 1479 | 1601 | 1693 | 1167,26 | 145,04 | Рудерсдорф (1693) | Рудерсдорф |           |                   |      |      |      |      |      |         |       |                          |                   |
| 10508 001 | Доберсдорф | 530 | 515 | 459 | 488 | 482 | 977,09 | 49,33 | Доберсдорф (482) | Рудерсдорф |           |                   |      |      |      |      |      |         |       |                          |                   |
| 10509 000 | Санкт-Мартин-ан-дер-Раб | 489 | 520 | 475 | 523 | 577 | 660,95 | 87,30 | Санкт-Мартин-ан-дер-Раб (577) | Санкт-Мартин-ан-дер-Раб |           |                   |      |      |      |      |      |         |       |                          |                   |
| 10509 001 | Вельтен | 445 | 427 | 440 | 372 | 370 | 830,41 | 44,56 | Вельтен (370) | Санкт-Мартин-ан-дер-Раб |           |                   |      |      |      |      |      |         |       |                          |                   |
| 10509 002 | Грич | 145 | 139 | 121 | 113 | 111 | 182,40 | 60,86 | Грич (111) | Санкт-Мартин-ан-дер-Раб |           |                   |      |      |      |      |      |         |       |                          |                   |
| 10509 003 | Дойбер | 299 | 274 | 236 | 253 | 249 | 374,18 | 66,55 | Дойбер (249) | Санкт-Мартин-ан-дер-Раб |           |                   |      |      |      |      |      |         |       |                          |                   |
| 10509 004 | Ноймаркт-ан-дер-Раб | 814 | 720 | 608 | 576 | 538 | 1547,68 | 34,76 | Айзенберг-ан-дер-Раб (222), Ноймаркт-ан-дер-Раб (316)                                                                                | Санкт-Мартин-ан-дер-Раб |           |                   |      |      |      |      |      |         |       |                          |                   |
| 10509 005 | Обердрозен | 384 | 348 | 309 | 268 | 220 | 705,18 | 31,20 | Обердрозен (220) | Санкт-Мартин-ан-дер-Раб |           |                   |      |      |      |      |      |         |       |                          |                   |
| 10510 000 | Вайксельбаум | 508 | 482 | 417 | 345 | 343 | 663,71 | 47,16 | Вайксельбаум (119), Мария-Бильд (224)                                                                                                | Вайксельбаум |           |                   |      |      |      |      |      |         |       |                          |                   |
| 10510 001 | Кроботекк | 406 | 382 | 357 | 343 | 320 | 340,57 | 93,96 | Кроботек (320) | Вайксельбаум |           |                   |      |      |      |      |      |         |       |                          |                   |
| 10510 002 | Розендорф | 133 | 119 | 110 | 108 | 91 | 213,11 | 42,70 | Розендорф (91) | Вайксельбаум |           |                   |      |      |      |      |      |         |       |                          |                   |
| 10511 000 | Кёнигсдорф | … 3) | … 3) | … 3) | 757 | 727 | 1567,43 | 46,38 | Кёнигсдорф (727) | Кёнигсдорф |           |                   |      |      |      |      |      |         |       |                          |                   |
| 10512 000 | Мюльграбен | … 5) | … 5) | … 5) | 450 | 420 | 554,56 | 75,74 | Мюльграбен (420) | Мюльграбен |           |                   |      |      |      |      |      |         |       |                          |                   |

Примечания.
1) Цельшпренгель (нем. Zählsprengel) — наименьшая статистическая единица в Австрии. Введена в 1971 г. для целей статистического учёта зданий (строений), квартир, домохозяйств и населения на компактно застроенных территориях.
2) НП — населённые пункты.
3) В период с 01.01.1971 г. по 01.01.1992 г. цельшпренгель Кёнигсдорф территориально входил в состав политической
общины Эльтендорф и имел официальный код 10502 001. С 01.01.1992 г. цельшпренгель Кёнигсдорф территориально входит в состав политической общины Кёнигсдорф и ему присвоен код 1511 000.
4) Данные переписей по населению цельшпренгеля Еннерсдорф-Центрум за 1971—1991 гг. и 2011 г. приведены с учётом цельшпренгеля Еннерсдорф-Умгебунг. Территория, население и плотность населения за 2011 г. приведены по городу Еннерсдорф без разбивки на цельшпренгели Еннерсдорф-Центрум и Еннерсдорф-Умгебунг.
5) В период с 01.01.1971 г. по 01.01.1992 г. цельшпренгель Мюльграбен территориально входил в состав политической общины Нойхаус-ам-Клаузенбах и имел официальный код 10507 001. С 01.01.1992 г. цельшпренгель Мюльграбен территориально входит в состав политической общины Мюльграбен и ему присвоен код 1512 000.

## Общины (нем.Gemeinden) политического округа Еннерсдорф

### Общие сведения
| Таблица 5. Общие сведения по общинам политического округа Еннерсдорф | Таблица 5. Общие сведения по общинам политического округа Еннерсдорф | Таблица 5. Общие сведения по общинам политического округа Еннерсдорф | Таблица 5. Общие сведения по общинам политического округа Еннерсдорф | Таблица 5. Общие сведения по общинам политического округа Еннерсдорф | Таблица 5. Общие сведения по общинам политического округа Еннерсдорф | Таблица 5. Общие сведения по общинам политического округа Еннерсдорф | Таблица 5. Общие сведения по общинам политического округа Еннерсдорф | Таблица 5. Общие сведения по общинам политического округа Еннерсдорф |
| Наименование общин                                                   | Почтовый индекс                                                      | Высота центра, м                                                     | Телефонный код                                                       | Географические координаты                                            | Веб-сайт                                                             | NUTS 3-Code                                                          | Код и наименование судебного округа                                  | Официальный язык                                                     |
| -------------------------------------------------------------------- | -------------------------------------------------------------------- | -------------------------------------------------------------------- | -------------------------------------------------------------------- | -------------------------------------------------------------------- | -------------------------------------------------------------------- | -------------------------------------------------------------------- | -------------------------------------------------------------------- | -------------------------------------------------------------------- |
| Вайксельбаум                                                         | 8382                                                                 | 236                                                                  | +43 (0) 3329                                                         | 46°56’31"N, 16°11’01"E                                               | 10510                                                                | AT 113                                                               | 105 1 Еннерсдорф                                                     | немецкий                                                             |
| Дойч-Кальтенбрунн                                                    | 7572                                                                 | 262                                                                  | +43 (0) 3382                                                         | 47°05’28"N, 16°06’26"E                                               | 10501                                                                | AT 113                                                               | 105 1 Еннерсдорф                                                     | немецкий                                                             |
| Еннерсдорф                                                           | 8380, 8282                                                           | 242                                                                  | +43 (0) 3329, +43 (0) 3154                                           | 46°56’01"N, 16°08’31"E                                               | 10504                                                                | AT 113                                                               | 105 1 Еннерсдорф                                                     | немецкий                                                             |
| Кёнигсдорф                                                           | 7563                                                                 | 236                                                                  | +43 (0) 3325                                                         | 47°00’11"N, 16°10’11"E                                               | 10511                                                                | AT 113                                                               | 105 1 Еннерсдорф                                                     | немецкий                                                             |
| Минихоф-Либау                                                        | 8384                                                                 | 285                                                                  | +43 (0) 3329                                                         | 46°52’54"N, 16°04’02"E                                               | 10505                                                                | AT 113                                                               | 105 1 Еннерсдорф                                                     | немецкий                                                             |
| Могерсдорф                                                           | 8382                                                                 | 228                                                                  | +43 (0) 3325                                                         | 46°56’54"N, 16°14’00"E                                               | 10506                                                                | AT 113                                                               | 105 1 Еннерсдорф                                                     | немецкий                                                             |
| Мюльграбен                                                           | 8385                                                                 | (320)                                                                | +43 (0) 3329                                                         | 46°53’17"N, 16°02’25"E                                               | 10512                                                                | AT 113                                                               | 105 1 Еннерсдорф                                                     | немецкий                                                             |
| Нойхаус-ам-Клаузенбах                                                | 8385, 8384                                                           | 315                                                                  | +43 (0) 3325                                                         | 46°52’01"N, 16°01’52"E                                               | 10507                                                                | AT 113                                                               | 105 1 Еннерсдорф                                                     | немецкий                                                             |
| Рудерсдорф                                                           | 7571, 7564                                                           | 248                                                                  | +43 (0) 3382                                                         | 47°02’57"N, 16°07’26"E                                               | 10508                                                                | AT 113                                                               | 105 1 Еннерсдорф                                                     | немецкий                                                             |
| Санкт-Мартин-ан-дер-Раб                                              | 8383, 8350, 8380, 8384, 8385                                         | 274                                                                  | +43 (0) 3329                                                         | 46°55’16"N, 16°08’00"E                                               | 10509                                                                | AT 113                                                               | 105 1 Еннерсдорф                                                     | немецкий                                                             |
| Хайлигенкройц-им-Лафницталь                                          | 7561                                                                 | 243                                                                  | +43 (0) 3325                                                         | 46°59’19"N, 16°15’43"E                                               | 10503                                                                | AT 113                                                               | 105 1 Еннерсдорф                                                     | немецкий                                                             |
| Эльтендорф                                                           | 7562                                                                 | 244                                                                  | +43 (0) 3325                                                         | 47°00’36"N, 16°12’01"E                                               | 10502                                                                | AT 113                                                               | 105 1 Еннерсдорф                                                     | немецкий                                                             |
| 105 Еннерсдорф                                                       | -                                                                    | -                                                                    | -                                                                    | -                                                                    | -                                                                    | -                                                                    | -                                                                    | немецкий                                                             |

### Население общин в межпереписной период 2012—2021 гг.
| Таблица 6. Динамика численности населения общин в политическом округе Еннерсдорф за период 2012—2021 гг. | Таблица 6. Динамика численности населения общин в политическом округе Еннерсдорф за период 2012—2021 гг. | Таблица 6. Динамика численности населения общин в политическом округе Еннерсдорф за период 2012—2021 гг. | Таблица 6. Динамика численности населения общин в политическом округе Еннерсдорф за период 2012—2021 гг. | Таблица 6. Динамика численности населения общин в политическом округе Еннерсдорф за период 2012—2021 гг. | Таблица 6. Динамика численности населения общин в политическом округе Еннерсдорф за период 2012—2021 гг. | Таблица 6. Динамика численности населения общин в политическом округе Еннерсдорф за период 2012—2021 гг. | Таблица 6. Динамика численности населения общин в политическом округе Еннерсдорф за период 2012—2021 гг. | Таблица 6. Динамика численности населения общин в политическом округе Еннерсдорф за период 2012—2021 гг. | Таблица 6. Динамика численности населения общин в политическом округе Еннерсдорф за период 2012—2021 гг. | Таблица 6. Динамика численности населения общин в политическом округе Еннерсдорф за период 2012—2021 гг. |
| Наименование общин                                                                                       | 01.01.2012                                                                                               | 01.01.2013                                                                                               | 01.01.2014                                                                                               | 01.01.2015                                                                                               | 01.01.2016                                                                                               | 01.01.2017                                                                                               | 01.01.2018                                                                                               | 01.01.2019                                                                                               | 01.01.2020                                                                                               | 01.01.2021                                                                                               |
| --- | --- | --- | --- | --- | --- | --- | --- | --- | --- | --- |
| Вайксельбаум                                                                                             | 720 | 728 | 743 | 744 | 729 | - | - | - | - | - |
| Дойч-Кальтенбрунн                                                                                        | 1762 | 1753 | 1754 | 1699 | 1718 | - | - | - | - | - |
| Еннерсдорф                                                                                               | 4198 | 4161 | 4126 | 4078 | 4128 | - | - | - | - | - |
| Кёнигсдорф                                                                                               | 725 | 724 | 726 | 720 | 725 | - | - | - | - | - |
| Минихоф-Либау                                                                                            | 1122 | 1085 | 1085 | 1082 | 1092 | - | - | - | - | - |
| Могерсдорф                                                                                               | 1179 | 1178 | 1155 | 1154 | 1154 | - | - | - | - | - |
| Мюльграбен                                                                                               | 416 | 407 | 408 | 403 | 390 | - | - | - | - | - |
| Нойхаус-ам-Клаузенбах                                                                                    | 949 | 961 | 951 | 952 | 950 | - | - | - | - | - |
| Рудерсдорф                                                                                               | 2189 | 2204 | 2186 | 2177 | 2207 | - | - | - | - | - |
| Санкт-Мартин-ан-дер-Раб                                                                                  | 2065 | 2047 | 2021 | 2018 | 2008 | - | - | - | - | - |
| Хайлигенкройц-им-Лафницталь                                                                              | 1287 | 1260 | 1251 | 1236 | 1245 | - | - | - | - | - |
| Эльтендорф                                                                                               | 976 | 981 | 970 | 952 | 946 | - | - | - | - | - |
| 105 Еннерсдорф                                                                                           | 17588 | 17489 | 17376 | 17215 | 17292 | - | - | - | - | - |

## Символы политических общин округа
Основная статья: см. Гербы общин округа Еннерсдорф.